# Rosyjski Kościół Prawosławny poza granicami Rosji

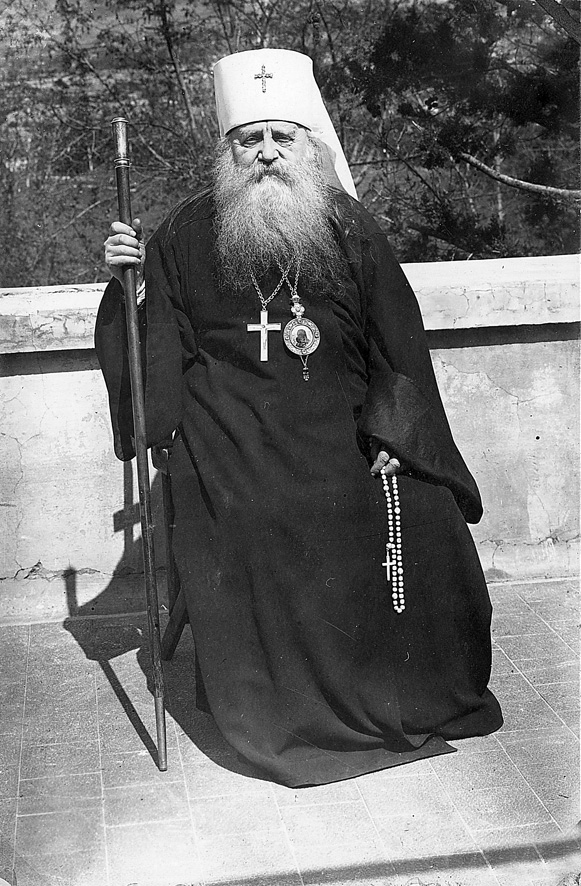
Pierwszy zwierzchnik Kościoła metropolita Antoni

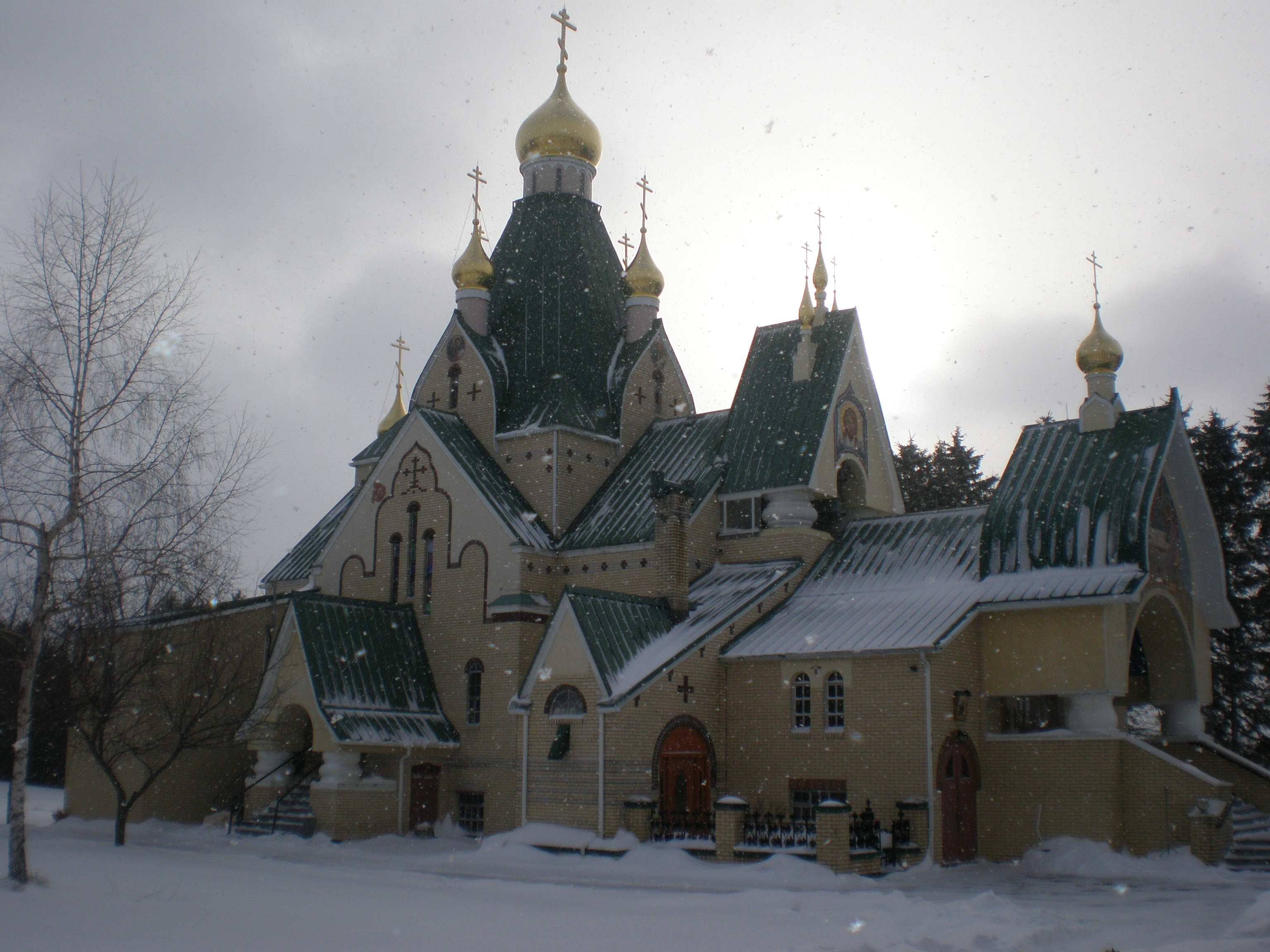
Monaster Trójcy Świętej w Jordanville, najważniejszy klasztor Kościoła

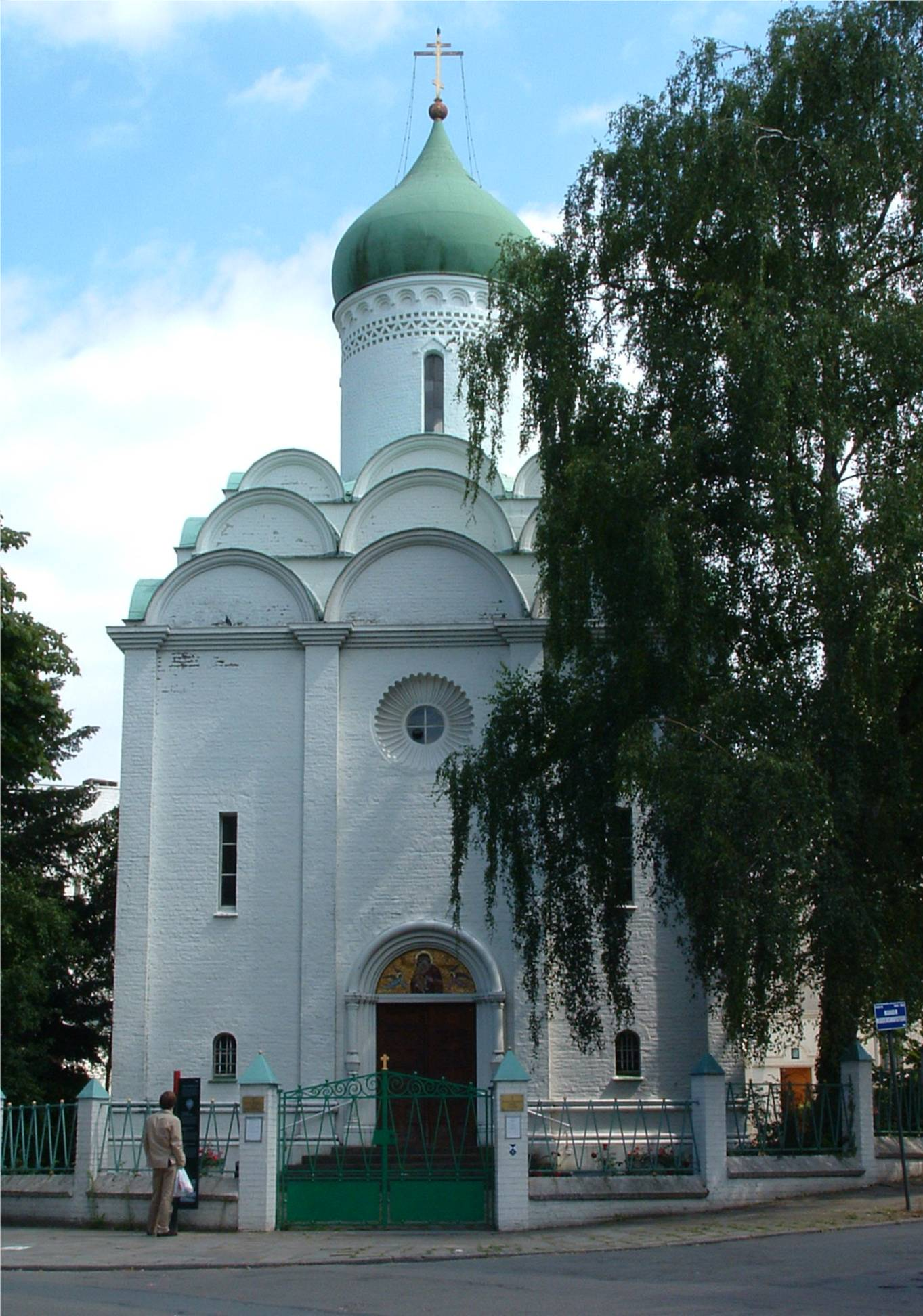
Cerkiew św. Hioba w Brukseli, sanktuarium cara-męczennika Mikołaja II, szczególnie czczonego przez Kościół

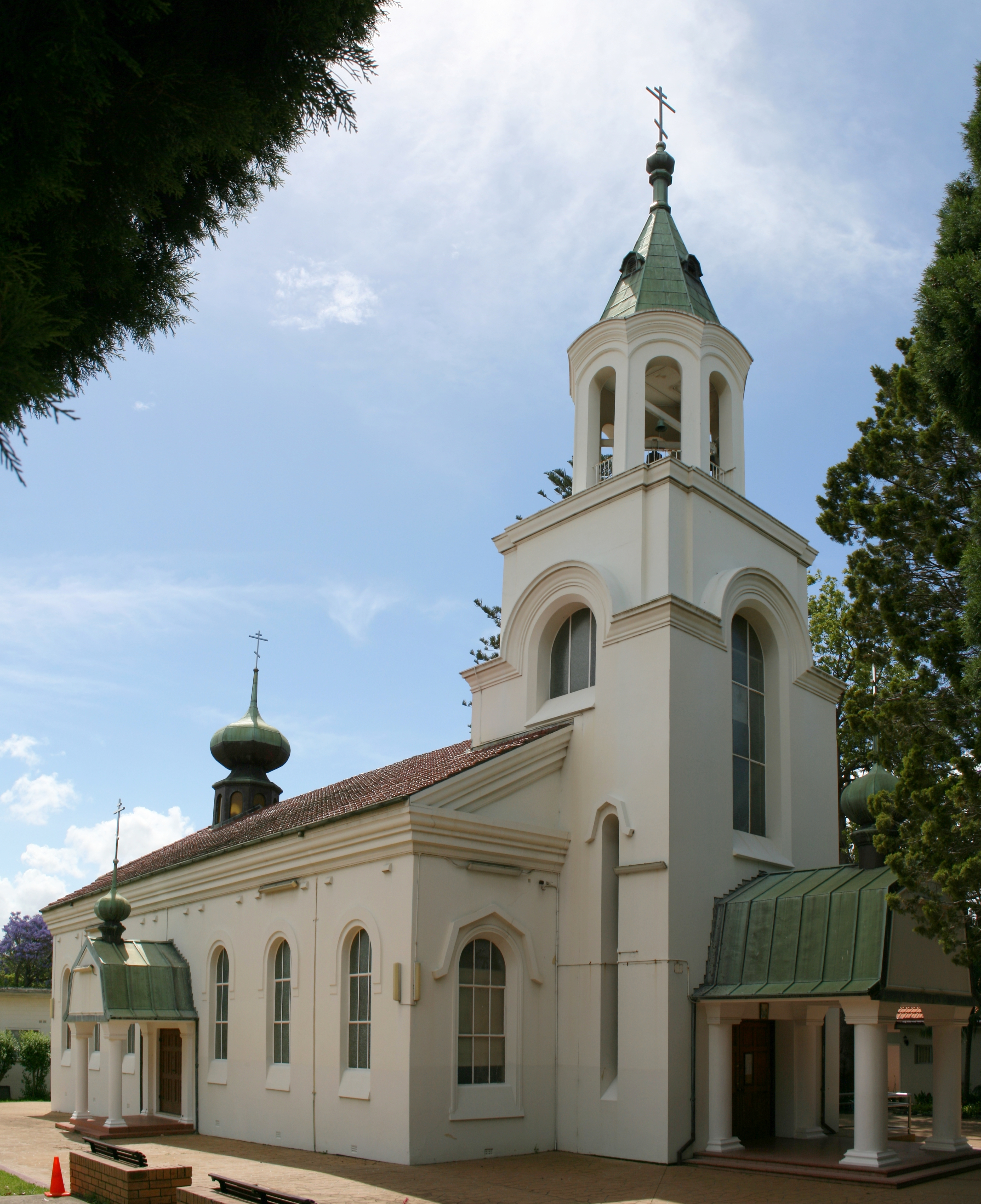
Sobór Świętych Apostołów Piotra i Pawła w Sydney (Strathfield), katedra eparchii Sydney, Australii i Nowej Zelandii

Rosyjski Kościół Prawosławny poza granicami Rosji (ros. Рyсская Православная Церковь Заграни́цей) – podlegająca patriarchatowi moskiewskiemu organizacja kościelna powstała po rewolucji październikowej. W 1927 zerwała swoją podległość wobec Rosyjskiego Kościoła Prawosławnego, gdy locum tenens tronu patriarszego Sergiusz zadeklarował lojalność podległych mu struktur kościelnych wobec władzy stalinowskiej. Kanoniczny związek między obydwoma Kościołami został przywrócony dopiero 17 maja 2007.
Rosyjski Kościół Prawosławny poza granicami Rosji posiada ok. 400 tys. wiernych oraz ponad 400 parafii w USA, Kanadzie, Australii, Nowej Zelandii, Niemczech, Francji, Szwajcarii, Hiszpanii oraz w krajach Ameryki Południowej. 

## Historia

### Okoliczności powstania
Wybuch rewolucji październikowej, a następnie zwycięstwo bolszewików w rosyjskiej wojnie domowej doprowadził do emigracji tysięcy Rosjan nieprzychylnie odnoszących się do kierunku zmian zachodzących w kraju, związanych z ruchem białych lub zagrożonych represjami. Wśród nich znajdowało się wielu duchownych i hierarchów prawosławnych. W związku z represjami wymierzonymi przez rząd radziecki w Rosyjski Kościół Prawosławny oraz promowaniem przezeń ruchu Żywej Cerkwi, postanowili oni powołać do życia struktury, które zapewniłyby opiekę duchową emigrantom z Rosji i podtrzymałyby zagrożoną działaniami władz tradycję prawosławną. W kręgach duchowieństwa prawosławnego, które związało się w czasie rosyjskiej wojny domowej z białymi, jej nieodzownym elementem było czynne wsparcie dla caratu.
W 1920 locum tenens Patriarchatu Konstantynopolitańskiego wyraził zgodę na powołanie do życia Tymczasowego Wyższego Zarządu Rosyjskiego Kościoła Prawosławnego poza granicami Rosji. Struktura ta miała podlegać patriarsze Konstantynopola na prawach Kościoła autonomicznego i roztaczać opiekę duchową nad prawosławną białą emigracją. Pomysłodawcą jej powołania był metropolita Beniamin (Fiedczenkow).
W 1921 biskupi wchodzący w skład Tymczasowego Wyższego Zarządu opuścili Stambuł razem z większością białych emigrantów, docierając do Jugosławii. Doszło w tym momencie do zdecydowanego zwrotu w oficjalnych oświadczeniach Tymczasowego Zarządu. Jego twórcy określali się od tej pory jako kontynuatorzy Wyższego Zarządu Cerkwi na Południu Rosji powstałego w maju 1919 w Nowoczerkasku i działającego na obszarze zajętym przez wojska Białych. Biskupi ci uznali za swojego honorowego zwierzchnika patriarchę Moskwy, uznali jednak, że panująca sytuacja polityczna uniemożliwia praktyczną realizację jego władzy w Kościele. Metropolita Antoni (Chrapowicki) de facto działał jak głowa Kościoła autokefalicznego. Nie podjęto natomiast żadnych kroków, by unieważnić wcześniejsze przyporządkowanie struktury patriarsze Konstantynopola.
5 maja 1922 patriarcha moskiewski Tichon zażądał rozwiązania Tymczasowego Zarządu, jako ciała bardziej politycznego (monarchistycznego) niż wyznaniowego. Jedynym zwierzchnikiem prawosławnego duchowieństwa na emigracji w myśl jego dekretu miał być egzarcha zachodnioeuropejski, metropolita Eulogiusz. Pod naciskiem działaczy monarchistycznej emigracji rosyjskiej Kościół nie dokonał jednak samorozwiązania. Powołując się na zgodę patriarchy Tichona z listopada 1920 na tworzenie czasowych struktur autonomicznych ze względu na szczególną sytuację Kościoła, „synod karłowicki” zdecydował o kontynuowaniu działalności. Dokonano jedynie zmiany nazwy struktury. 13 września 1922 w Sremskich Karlovcach w Serbii ogłoszono powstanie Synodu Biskupów Rosyjskiego Kościoła Prawosławnego poza granicami Rosji. Na jego czele, jako Pierwszy Hierarcha, stanął metropolita Antoni (Chrapowicki). Do takiej decyzji metropolity pośrednio przyczynił się sam metropolita Eulogiusz, który przekonał Antoniego, że polecenie patriarchy powstało pod naciskiem bolszewików. Eulogiusz zgodził się również wejść do Synodu Kościoła Zagranicznego, co stanowiło częściowe potwierdzenie legalności jego działania.
Rosyjski Kościół Prawosławny poza granicami Rosji był od początku zdominowany przez najbardziej konserwatywne kręgi emigracji rosyjskiej. Wyrazem wpływu świeckich działaczy emigracyjnych był fakt, iż w czasie zjazdu założycielskiego Kościoła na 13 biskupów i 23 kapłanów przypadło 67 świeckich emigrantów rosyjskich. Zjazd przegłosował deklarację, iż Kościół oprócz prowadzenia działalności duszpasterskiej będzie również działał na rzecz przywrócenia w Rosji caratu i rządów dynastii Romanowów. Deklaracja ta zyskała poparcie połowy uczestników zjazdu. Metropolita Antoni (Chrapowicki), sam z przekonania monarchista, przez cały okres sprawowania urzędu Pierwszego Hierarchy prowadził politykę zgodną z oczekiwania radykalnych kręgów monarchistycznych.

### Konflikt z Rosyjskim Kościołem Prawosławnym
Relacje między Rosyjskim Kościołem Prawosławnym a Rosyjskim Kościołem Prawosławnym poza granicami Rosji były napięte od początku istnienia tego drugiego. Duchowni emigracyjni ostro krytykowali duchowieństwo przebywające w Rosji za niedostatecznie, w opinii emigrantów, antykomunistyczną postawę. Kościół zagraniczny zaczął również zakładać swoje paralelne administratury na obszarach, gdzie zamieszkiwali emigranci rosyjscy i gdzie istniały już struktury Patriarchatu Moskiewskiego.
W 1925, po śmierci patriarchy Tichona i objęciu godności locum tenens Patriarchatu Moskiewskiego przez metropolitę krutickiego i kołomieńskiego Piotra, Kościół Zagraniczny wydał oświadczenie, z którego wynikało, iż Synod czasowo uznaje objęcie tej funkcji przez metropolitę Piotra za ważną, zastrzegając sobie jednak prawo do zmiany swojego stanowiska w przyszłości. Kościół Zagraniczny stwierdził również, że to od jego aprobaty będzie zależało zatwierdzanie jego ewentualnych następców. Wydarzenie to doprowadziło do zerwania z Rosyjskim Kościołem Prawosławnym poza granicami Rosji jedynych duchownych, którzy posiadali pełnomocnictwa patriarsze na administrowanie strukturami zamiejscowymi Patriarchatu – metropolitów Eulogiusza (Gieorgijewskiego) oraz Platona (Rożdiestwienskiego). Rosyjski Kościół Prawosławny poza granicami Rosji rozpoczął wówczas kampanię na rzecz oderwania od Patriarchatu Moskiewskiego jego parafii poza ZSRR. W 1927 między Cerkwią zagraniczną a administraturami Patriarchatu Moskiewskiego doszło do ostatecznego zerwania.
W 1927 aresztowany przez GPU metropolita Sergiusz zgodził się na złożenie deklaracji lojalności Rosyjskiego Kościoła Prawosławnego wobec rządu, co miało uchronić Cerkiew od całkowitego unicestwienia. Decyzja ta stała się przedmiotem ostrej krytyki Kościoła zagranicznego, który odrzucił wszelką możliwość porozumienia z metropolitą Sergiuszem. Z kolei ten ostatni w 1934 r. ostatecznie ogłosił Rosyjski Kościół Prawosławny poza granicami Rosji organizacją schizmatycką.
W latach 30. XX wieku hierarchowie Kościoła Zagranicznego, podobnie jak ich otoczenie, poparli dojście do władzy w Niemczech Adolfa Hitlera. Pochwałę jego polityki głosili m.in. Pierwszy Hierarcha Kościoła Anastazy (Gribanowski) i biskup Serafin (Łukianow). Inny biskup Cerkwi zagranicznej, Hermogen (Maksimow), usiłował tworzyć Chorwacki Kościół Prawosławny na terytorium Niezależnego Państwa Chorwackiego.
Po częściowym uporządkowaniu stosunków między Rosyjskim Kościołem Prawosławnym a rządem w 1943 patriarcha Moskwy wysunął propozycję formalnego zjednoczenia z Rosyjskim Kościołem Prawosławnym za granicą (poprzez uznanie prymatu patriarchy przez ten ostatni). Kościół za granicą odmówił jednak, stwierdzając, że ZSRR jest nadal państwem ateistycznym, nie może zatem jednoczyć się ze strukturą kościelną, która z nim współdziała.
Nieprzychylne stosunki między obydwoma Kościołami utrzymały się także po upadku ZSRR. Hierarchowie Rosyjskiego Kościoła Prawosławnego za granicą oskarżali całą hierarchię Rosyjskiego Kościoła Prawosławnego o współpracę z KGB i starali się powoływać na terenie Rosji własne placówki duszpasterskie. Obydwa Kościoły kilkakrotnie weszły w otwarty konflikt na tle przynależności poszczególnych parafii i klasztorów, np. na terenie Palestyny.

### Zjednoczenie z Rosyjskim Kościołem Prawosławnym

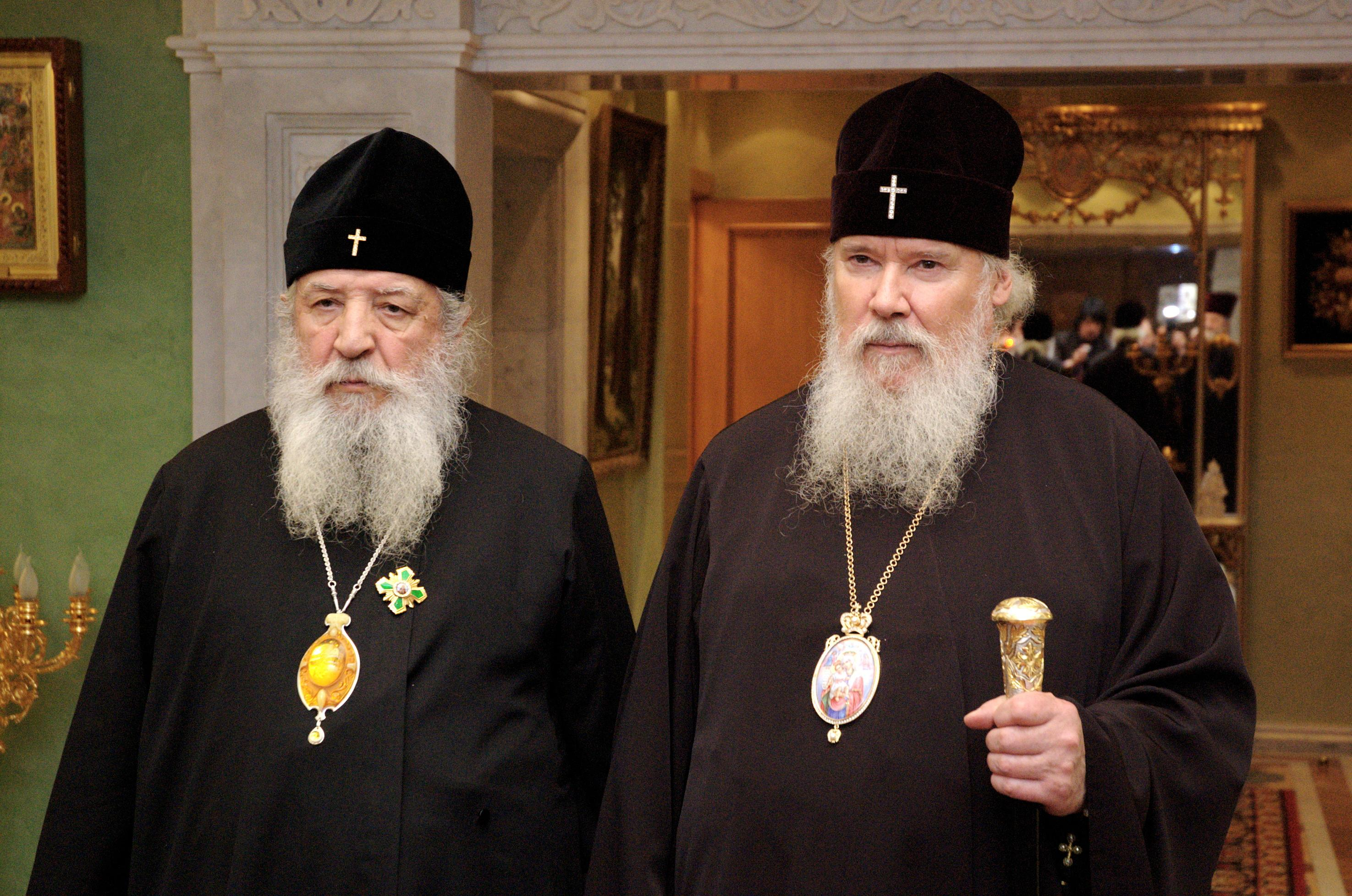
Metropolita Ławr i patriarcha moskiewski Aleksy II

W 2000 zwierzchnik Rosyjskiego Kościoła Prawosławnego za granicą metropolita Ławr zaczął wskazywać na konieczność unifikacji obydwu struktur. Jako nieodzowny warunek zjednoczenia podawał jednak większe zaangażowanie patriarchatu moskiewskiego w upamiętnianie ofiar represji bolszewickich wobec Kościoła prawosławnego i kanonizację cara Mikołaja II i jego rodziny, co ostatecznie miało miejsce w 2000. Równocześnie przedstawiciele Rosyjskiego Kościoła Prawosławnego za granicą nie przestawali oskarżać Rosyjskiego Kościoła Prawosławnego o zbytnią uległość wobec rządu rosyjskiego.
W 2001 została nawiązana formalna korespondencja między patriarchatem moskiewskim a Rosyjskim Kościołem Prawosławnym za granicą. W 2003 metropolita Ławr spotkał się z Władimirem Putinem, a rok później udał się do Rosji i współcelebrował kilka nabożeństw razem z przedstawicielami Rosyjskiego Kościoła Prawosławnego.
Od 2004 również prowadzone były rozmowy specjalnie w tym celu powołanych komitetów. Doprowadziły one do dalszego zbliżenia między dwoma Kościołami, ale i do opuszczenia Rosyjskiego Kościoła Prawosławnego za granicą przez część wiernych i hierarchów z byłym zwierzchnikiem Cerkwi zagranicznej metropolitą Witalisem na czele, krytycznie nastawionych do Rosyjskiego Kościoła Prawosławnego, którzy powołali Rosyjski Kościół Prawosławny na wygnaniu. Część z nich zdecydowała się jednak na powrót do struktur Rosyjskiego Kościoła Prawosławnego za granicą.
21 czerwca 2005 zwierzchnicy obydwu Kościołów zadeklarowali chęć powrotu Rosyjskiego Kościoła Prawosławnego za granicą pod jurysdykcję patriarchy Moskwy z zachowaniem statusu Kościoła autonomicznego. Komentując postęp w stosunkach między Kościołami, patriarcha Moskwy i całej Rusi Aleksy II stwierdził, iż Cerkiew zagraniczna przez cały okres swojego istnienia zachowywała tradycję rosyjskiego prawosławia mimo niejednokrotnie trudnych warunków życia na emigracji. W ocenie patriarchy wierni w Rosji zawsze postrzegali Rosyjski Kościół Prawosławny poza granicami Rosji jako instytucję tej samej wiary co Patriarchat Moskiewski, mimo ostrej i niekiedy zdaniem hierarchy nieuzasadnionej krytyki patriarchatu przez Kościół zagraniczny.
Oficjalny akt zjednoczenia opracowały komisje obydwu organizacji. Uroczyste jego podpisanie miało miejsce po Świętej Liturgii w soborze Chrystusa Zbawiciela w Moskwie koncelebrowanej przez patriarchę Aleksego i metropolitę Ławra, 17 maja 2007. Na nabożeństwie obecny był prezydent Rosji Władimir Putin, który wygłosił przemówienie, wyrażając radość z powodu zjednoczenia Kościołów i tym samym likwidowania barier dzielących od wielu dekad społeczeństwo rosyjskie. Patriarcha podziękował prezydentowi za wsparcie w procesie unifikacji Kościołów.

## Struktura

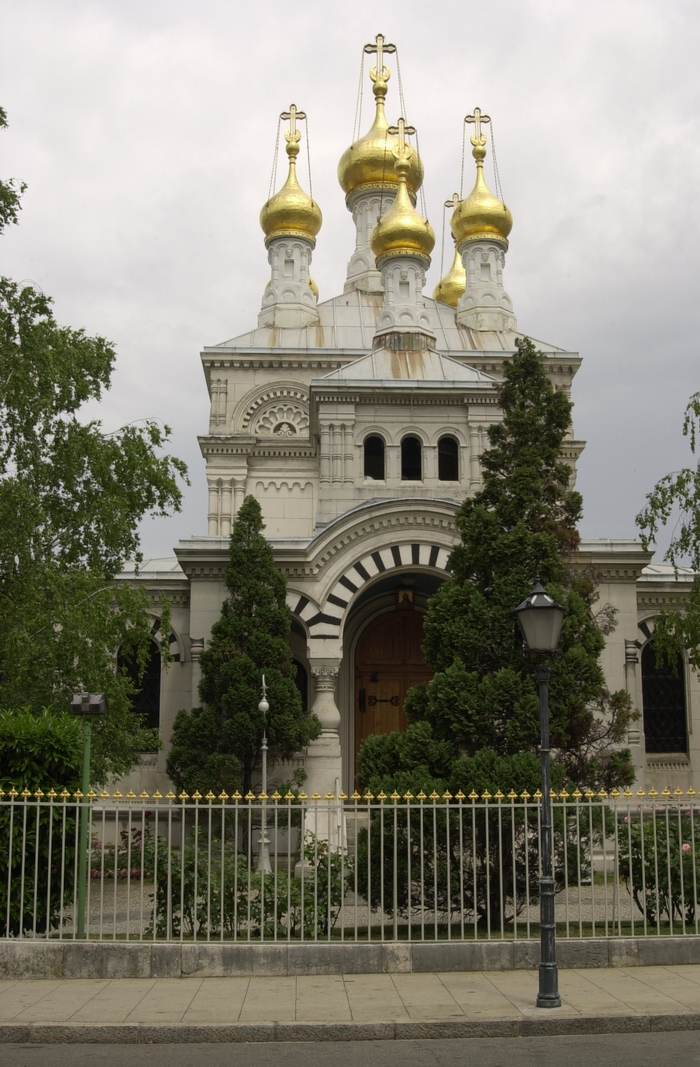
Sobór Podwyższenia Krzyża Pańskiego w Genewie

Rosyjski Kościół Prawosławny poza granicami Rosji jest Kościołem autonomicznym, podległym patriarsze Moskwy i całej Rusi, podzielonym na następujące eparchie:
- eparchia wschodnioamerykańska i nowojorska
- eparchia Chicago i środkowej Ameryki
- eparchia San Francisco i zachodniej Ameryki
- eparchia montrealska i kanadyjska
- eparchia południowoamerykańska
- eparchia berlińska i niemiecka
- eparchia brytyjska i zachodnioeuropejska
- eparchia Sydney, Australii i Nowej Zelandii

Kościół posiada również placówki stauropigialne.
Zgodnie z postanowieniami aktu zjednoczeniowego Rosyjski Kościół Prawosławny poza granicami Rosji zachował całość struktur, jakie ustanowił przed unifikacją z Patriarchatem Moskiewskim, w tym te, które pokrywają się terytorialnie z administraturami założonymi przed zjednoczeniem przez Rosyjski Kościół Prawosławny. Sytuację istnienia paralelnych administratur patriarcha Aleksy II określił w 2006 jako nienormalną i niezgodną z kanonami Cerkwi, stwierdził jednak, iż nie da się jej zmienić w krótkim czasie.